# Ignacio López Tarso
Ignacio López López (Ciudad de México, 15 de enero de 1925 - Ciudad de México, 11 de marzo de 2023), conocido como Ignacio López Tarso, fue un actor y político mexicano.
Entre sus trabajos más destacados se encuentra su participación en las películas La cucaracha (1959), Macario (1960), Rosa Blanca (1961), Días de otoño (1963), El hombre de papel (1963), El gallo de oro (1964) y La vida inútil de Pito Pérez (1970).

## Biografía y carrera

### 1925 - 1945: primeros años
Ignacio López López nació siendo hijo de Alfonso López Bermúdez e Ignacia López Herrera, hermano de Alfonso y Marta. Por razones familiares, su infancia transcurrió en varios lugares del territorio mexicano como Veracruz, Hermosillo, Navojoa y Guadalajara.Fue en Guadalajara donde Tarso tendría su primer acercamiento con el mundo artístico al presenciar una función de teatro de carpa, siendo este el primer espectáculo teatral que vio y con el que quedó fascinado por el teatro.
También vivió en Valle de Bravo, Estado de México, donde estudió la secundaria. Los problemas económicos de sus padres impidieron que Ignacio ingresara a una escuela para continuar sus estudios superiores. Debido a lo anterior, un sacerdote le recomendó ingresar al seminario para que así pudiera continuar con su educación. No habiendo otra opción y sin vocación al sacerdocio pero con el deseo de seguir estudiando, Ignacio López ingresó en el Seminario menor de Temascalcingo, Estado de México. También estuvo en el Seminario Conciliar de México en Tlalpan, Ciudad de México. Abandonó el seminario debido a su ya mencionada falta de vocación para ser sacerdote.

### 1945 - 1949: incursión como militar y accidente
En 1945, teniendo veinte años de edad, tuvo que cumplir con el servicio militar y estuvo en cuartel más de un año en Querétaro. Aunque también estuvo en los regimientos de Veracruz y Monterrey. Logró obtener el grado de sargento primero. Al terminar su servicio militar, un general le dijo que tenía madera para ser militar destacado y le ofreció su apoyo para ingresar al Colegio Militar. Pero Ignacio López, después de pensarlo, descubrió que no era su vocación y así terminó su aventura militar. 
En la Ciudad de México trabajó como agente de ventas de una empresa fabricante de ropa de mezclilla, pero seguía teniendo problemas económicos, por lo que buscaba otra opción para mejorar su situación. Esa opción la encontraría en unos amigos quienes lo animaron diciéndole que si se iba con ellos a Estados Unidos a trabajar como braceros en la cosecha de uva y naranja en California, ganarían mucho dinero. Con esa ilusión, él y sus amigos se inscribieron en el convenio México-Estados Unidos, el cual les auspició el trabajo en California. El sueño de Ignacio López no era radicar en Estados Unidos, sino trabajar una temporada y regresar a México cargado de muchos dólares. Estando ya trabajando en un naranjal del Condado de Merced, California, trepado de un alto naranjo, resbala y cae de espaldas encima de unas cajas, lastimándose seriamente su espina dorsal quedando casi paralizado. Luego regresó a la Ciudad de México, donde tuvo que seguir un tratamiento y guardar reposo para poder iniciar su recuperación.

### 1949 - 1954: estudios y debut como actor teatral

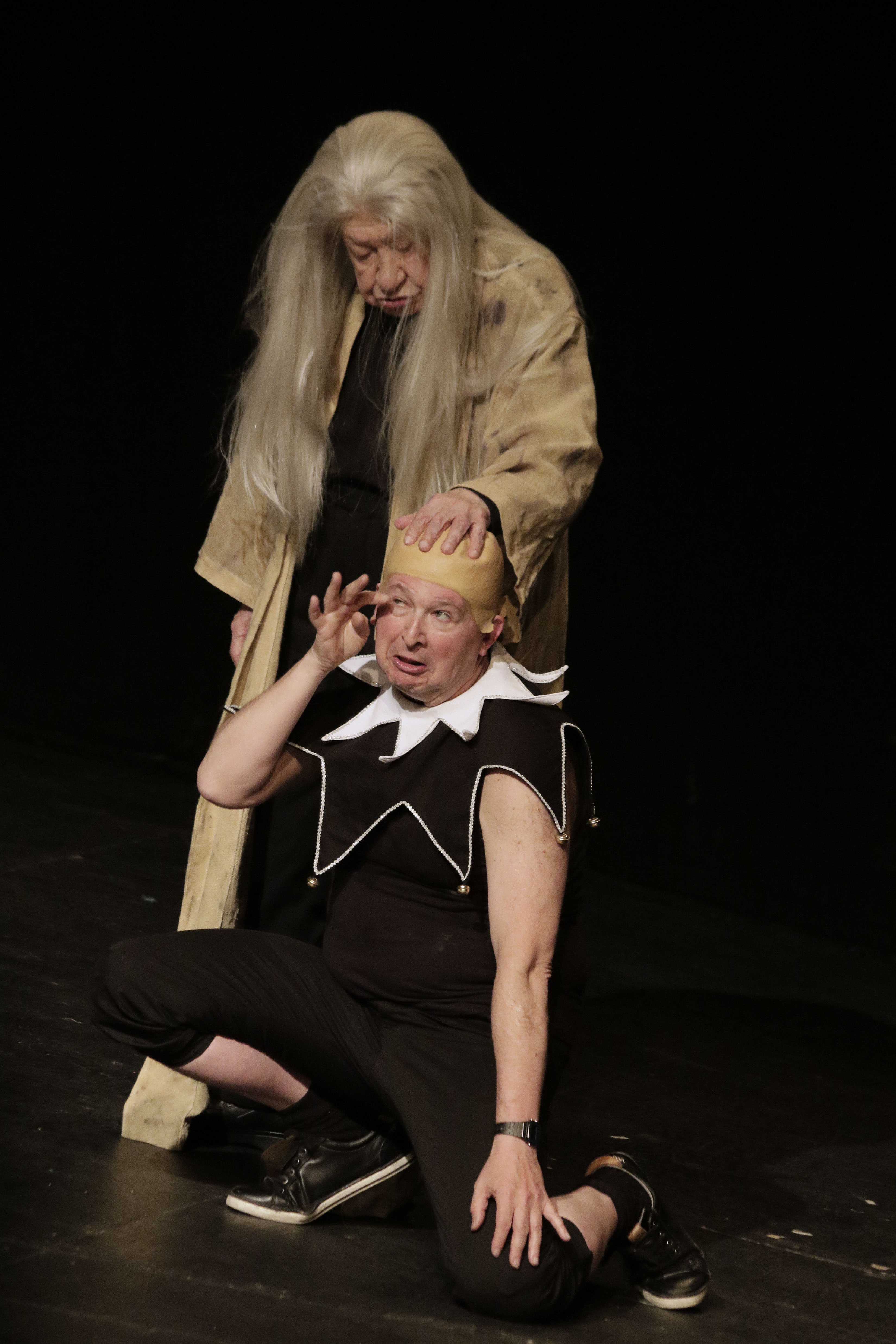
Tarso (con peluca) realizando una obra de teatro, en agosto de 2019.

Después de su recuperación, López Tarso, con 24 años, ingresó en 1949 a la Academia de Arte Dramático del Instituto Nacional de Bellas Artes y Literatura (INBA), que en aquel tiempo era la única escuela de teatro en el país. Bajo la enseñanza de Xavier Villaurrutia, a quien Tarso admiraba, comenzó a prepararse como actor teatral. 
Por medio de Villaurrutia, conoció a Xavier Rojas, fundador del grupo Teatro Estudiantil Autónomo (TEA), grupo al que se integró. El TEA hacía presentaciones al aire libre en las calles, plazas, parques, mercados y diversos lugares de la Ciudad de México. De este modo, Ignacio López tuvo sus primeras experiencias histriónicas con un contacto más cercano con el público. 
Tras la muerte de Xavier Villaurrutia, ocurrida el 25 de diciembre de 1950, López y sus compañeros de estudio actoral quedaron bajo el tutelaje de Salvador Novo. 
Su debut teatral como estudiante de Bellas artes fue en la obra El sueño de una noche de verano de William Shakespeare y su debut profesional se llevó a cabo en 1951 con la obra Nacida ayer de Garson Kanin.

### 1954 - 1960: inicios como actor de cine
Su debut en el cine tomó lugar en 1954 con la película La desconocida. El mismo Ignacio López Tarso reconoció desde su particular punto de vista que esta película fue uno de los peores filmes en que ha participado. Uno de los detalles que más le desagradó fue la nula trascendencia de su personaje. La intervención de su personaje le hizo honor al nombre de la película: fue «desconocida», ya que los papeles importantes de la trama estuvieron a cargo de Irasema Dilián y Miguel Torruco Castellanos. 
Esa primera e insatisfactoria experiencia en el cine, lo desanimó e hizo dudar a López Tarso si debía proseguir en otra intervención cinematográfica en el futuro. Pero, cuando participó en papeles importantes y alternó con grandes figuras, le renació el gusto por el cine.

### 1960 - 1988:Macarioy consagración actoral

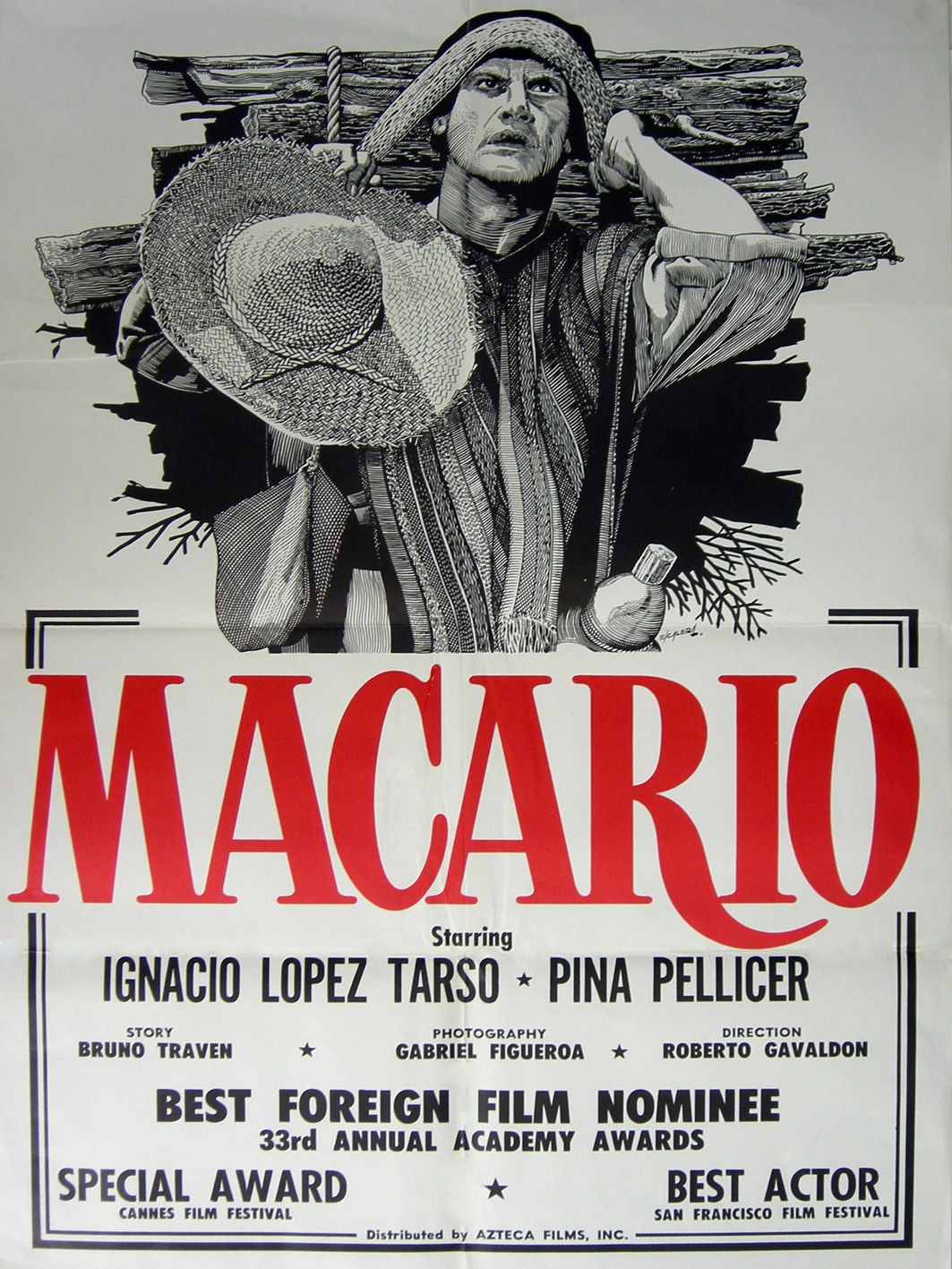
Póster de la película Macario (1960), en el que Tarso se muestra ilustrado en forma de dibujo.

El filme que consolidó a López Tarso en la pantalla grande que le dio muchas satisfacciones fue la multi premiada cinta Macario, filmada en 1959 con la dirección de Roberto Gavaldón, argumento de B.Traven (basado en un cuento de los Hermanos Grimm), guion de Emilio Carballido y del mismo Roberto Gavaldón.
El filme Rosa Blanca de 1961, fue otra cinta que también galardonó a López Tarso y le dio exposición entre el público. El mismo año, hizo su debut en la televisión y en las telenovelas en Cuatro en la trampa, aunque su primera participación en una producción de este tipo se dio en 1957 con Noches de angustia. La década de los sesenta continuo siendo crucial para su carrera, consagrados con otras cintas como Cri Cri, el grillito cantor (1963), El hombre de papel (1963), El gallo de oro (1964) y Tarahumara (1965). 
Continuando con su trayectoria actoral, algunas de las películas en las que participó y destacaron en los años setenta, incluyeron La vida inútil de Pito Pérez (1970), El profeta Mimí (1972), Rapiña (1973) y Los albañiles (1976).

### 1988 - 2023: militancia y trabajos posteriores
López Tarso incursiono como político y fue diputado federal del 1 de septiembre de 1988 al 31 de agosto de 1991. Además, ocupó cargos importantes de organizaciones tales como la Asociación Nacional de Actores (ANDA), la Asociación Nacional de Intérpretes (ANDI) y el Sindicato de Trabajadores de la Producción Cinematográfica (STPC). También fue miembro honorario del Seminario de Cultura Mexicana.
En noviembre de 2022, Tarso fue anunciado como parte del reparto de la serie de televisión Gloria Trevi: ellas soy yo, donde interpretaría al abuelo de Gloria Trevi. La primera parte de dicha producción fue lanzada en agosto de 2023 y no apareció. Se debió a que no llegó a hacer ninguna grabación para la emisión debido a su agravada salud y posterior fallecimiento en marzo de ese año.Tras esto, sus últimos trabajos filmográficos completados los tuvo entre abril y julio de 2022, apareciendo como cameo en el último episodio de la temporada doce de la serie Vecinos,en el primero y sexto de la temporada trece; en las tres apariciones interpretó al abuelo Rivers.

## Vida personal
Estuvo casado con Clara Aranda, con quien procreó tres hijos: Susana, Gabriela y el también actor Juan Ignacio Aranda. Clara falleció en el 2000. 
Tiempo después, inició una relación con Gabriela Romo de la Peña, con quien permaneció hasta el final de su vida.

### Muerte
El 3 de marzo de 2023, fue hospitalizado en el hospital Star Médica Roma debido a una neumonía, que poco después, se agravó con una oclusión intestinal. Ocho días después, Tarso falleció a los 98 años de edad en ese nosocomio, ubicado en Ciudad de México,teniendo como causas probables de muerte los dos padecimientos por los que había permanecido internado.Al día siguiente, recibió un homenaje de cuerpo presente en el Palacio de Bellas Artes, lugar donde había iniciado su carrera como actor teatral.Posteriormente, sus restos fueron cremados y entregados a sus familiares.

## Premios y nominaciones

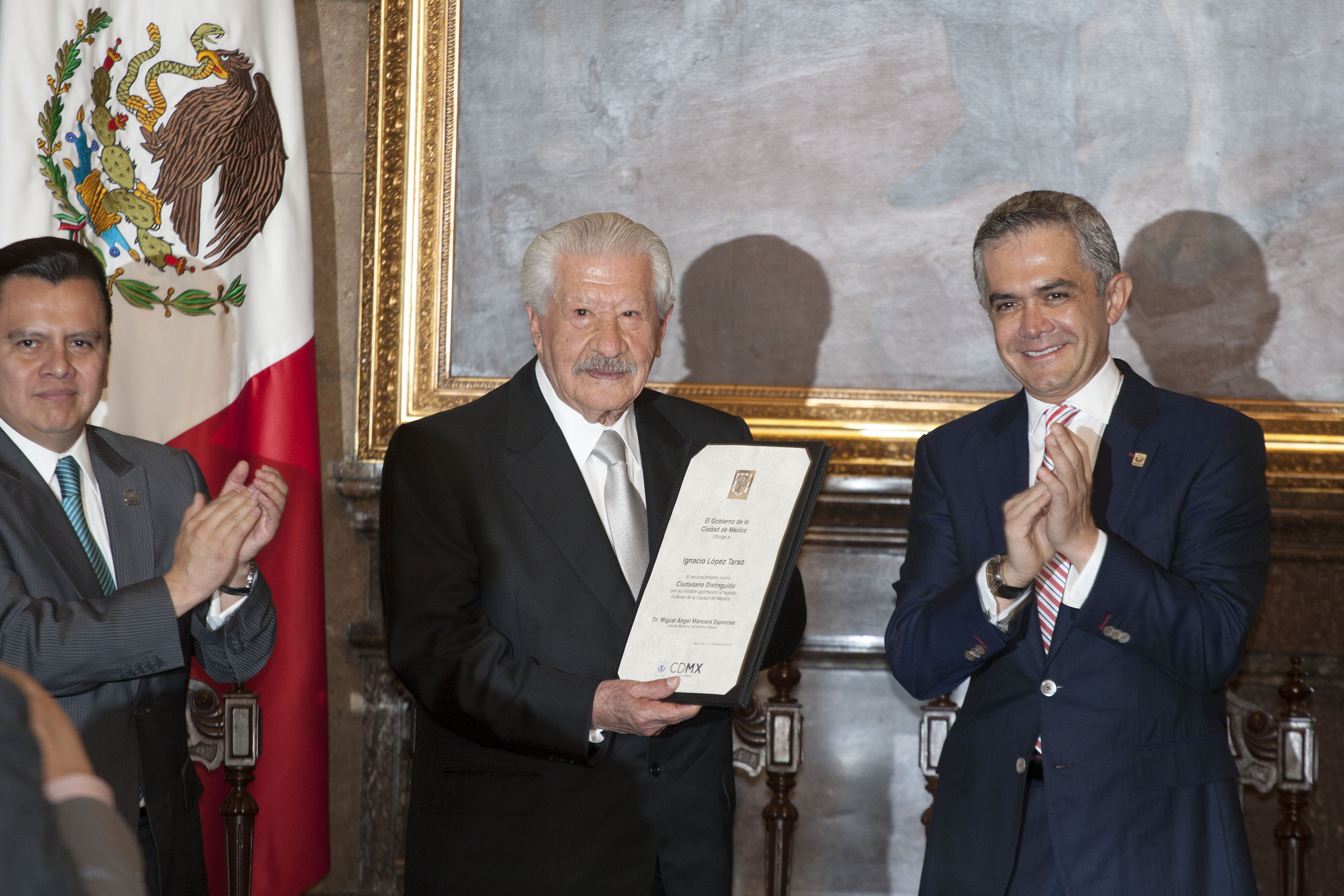
Tarso sosteniendo un reconocimiento en un homenaje que le realizó el Gobierno de la Ciudad de México, en 2015.

### Premio Ariel
| Año  | Categoría                              | Película        | Resultado |
| ---- | -------------------------------------- | --------------- | --------- |
| 2007 | Ariel de Oro (por trayectoria fílmica) |                 | Ganador   |
| 1975 | Mejor actuación                        | Rapiña          | Nominado  |
| 1974 | Mejor actuación                        | El profeta Mimí | Nominado  |
| 1973 | Mejor actuación                        | Rosa Blanca     | Ganador   |

### Premios TVyNovelas
| Año  | Categoría          | Telenovela             | Resultado |
| ---- | ------------------ | ---------------------- | --------- |
| 2016 | Mejor primer actor | Amores con trampa      | Nominado  |
| 2014 | Mejor primer actor | Corazón indomable      | Nominado  |
| 2003 | Mejor primer actor | De pocas, pocas pulgas | Ganador   |
| 2001 | Mejor primer actor | La casa en la playa    | Nominado  |
| 1995 | Mejor primer actor | Imperio de cristal     | Ganador   |
| 1991 | Mejor primer actor | Ángeles blancos        | Nominado  |
| 1988 | Mejor primer actor | Senda de gloria        | Nominado  |
| 1983 | Mejor villano      | El derecho de nacer    | Nominado  |

- Reconocimiento Toda una vida en el escenario (2011).

### Premios de la Asociación de Cronistas y Periodistas Teatrales (ACPT)
| Año  | Categoría             | Obra de Teatro | Resultado |
| ---- | --------------------- | -------------- | --------- |
| 2012 | Mejor actor de teatro | El cartero     | Ganador   |

### Premios Bravo
| Año  | Categoría          | Telenovela    | Resultado |
| ---- | ------------------ | ------------- | --------- |
| 2015 | Mejor primer actor | La malquerida | Ganador   |